# ОШ „Мајур” Мајур
ОШ „Мајур” једна је од основних школа у Шапцу. Налази се у улици Светог Саве 4, у Мајуру.

## Историјат
Основна школа у Мајуру постоји од 1887. године. Подигнута је истовремено са још три шабачке школе. На иницијативу одборника Стеве Кујунџића, Пере Реновчевића и кмета Симе Ђурића Општина Шабац је подигла школу.
Године 1929. су садржали Фонд за потпомагање сиромашних ученика и ученица основне школе у Мајуру. Задатак Фонда био је да снабдева сиромашне ђаке зимском и летњом одећом и обућом од прилога добијених за Светог Саву, од продаје ђачких ручних радова, од прихода са забава, концерата и изложби. Развој школе и насеља нагло је прекинут ратом, када је Мајур био порушен и спаљен.
Након рата основан је павиљон у дворишту са две учионице и ђачком кухињом. Много година касније у просторију кухиње се уселила библиотека, где је остала све док није отворен посебан простор на спрату нове зграде. Током лета 2003. школа је реновирана и као таква отворена на јесен 2004. године.